# Rödbukig askspett
Rödbukig askspett (Dendropicos spodocephalus) är en fågel i familjen hackspettar inom ordningen hackspettartade fåglar.

## Utseende och läte
Rödbukig askspett är en medelstor hackspett med guldgrön ovansida och grå undersida. Den uppivsar också vanligen en stor röd fläck på bukens mitt. Hjässan är röd hos hanen, grå hos honan. Utbredningsområdet överlappar något med liknande gulbukig askspett, men denna har tydligare tvärband på vingar och under stjärten samt gul, ej röd fläck på buken. Vanligaste lätet är en upprörd serie av stigande "k-k-kree".

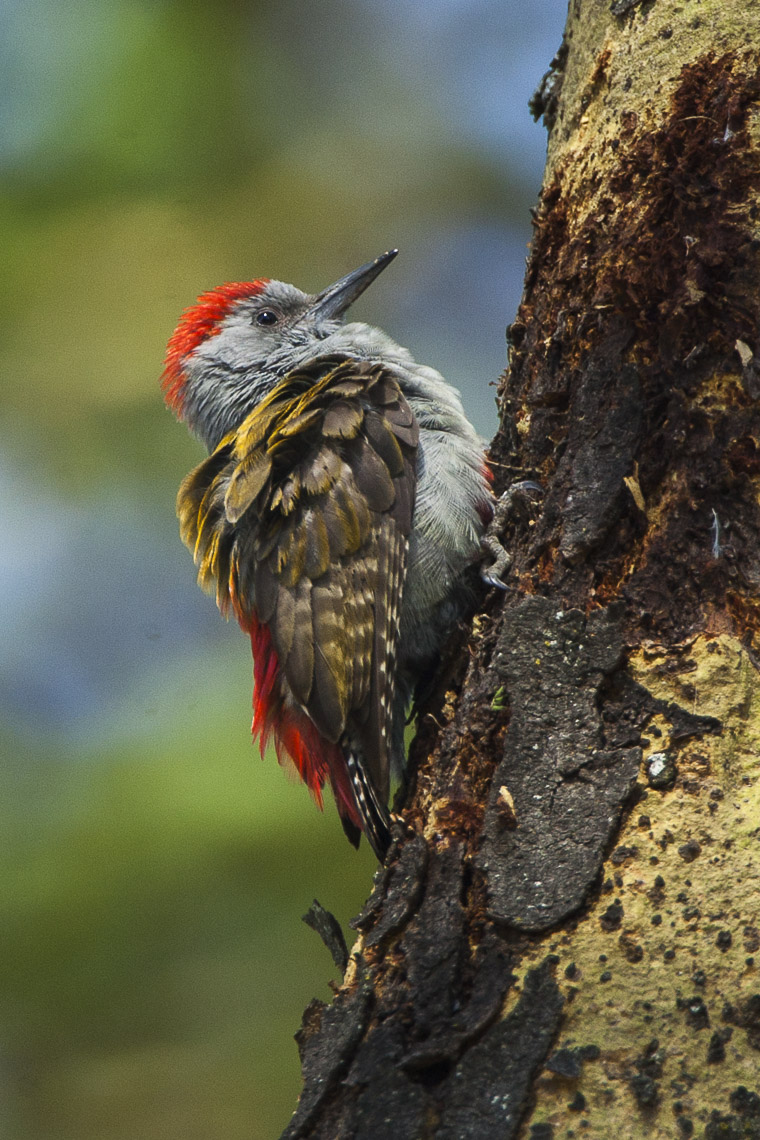

## Utbredning och systematik
Rödbukig askspett delas in i två underarter med följande utbredning:
- spodocephalus – förekommer i östra Sudan och höglandet i centrala och södra Etiopien
- rhodeogaster – förekommer i högländer från centrala Kenya till norra och central Tanzania

Arten behandlas ibland som underart till gulbukig askspett (Dendropicos goertae).

### Släktestillhörighet
Gulbukig askspett tillhör en grupp med afrikanska hackspettar som står nära de europeiska och asiatiska hackspettarna mellanspett, brunpannad hackspett, arabspett och mahrattaspett. Den placeras vanligen i Dendropicos. Vissa bryter dock ut askspettarna och olivspett i Mesopicus.

## Levnadssätt
Rödbukig hackspett hittas i skogslandskap, savann och jordbruksbygd. Den ses på medelhög höjd.

## Status och hot
Arten har ett stort utbredningsområde, men tros minska i antal, dock inte tillräckligt kraftigt för att den ska betraktas som hotad. Internationella naturvårdsunionen IUCN listar arten som livskraftig (LC).